# Pennedepie
Pennedepie è un comune francese di 329 abitanti situato nel dipartimento del Calvados nella regione della Normandia.

## Società

### Evoluzione demografica
Abitanti censiti